# Tirailleur (contre-torpilleur)
Pour les articles homonymes, voir Tirailleur.
Le Tirailleur est l’un des deux contre-torpilleurs de classe Voltigeur construits pour la marine française dans la première décennie du XXe siècle.

## Conception
La conception de la classe Voltigeur était basée sur la classe de contre-torpilleurs (classe Spahi) avec une disposition différente des machines de propulsion. Le Tirailleur avait une longueur entre perpendiculaires de 63 mètres, une largeur de 6,4 mètres et un tirant d'eau de 2,9 mètres. Conçus pour un déplacement de 450 tonnes, les navires déplaçaient 590 tonnes à pleine charge. Leur équipage comptait 76 à 77 hommes.
Le Tirailleur était propulsé par une machine à vapeur à triple expansion et deux turbines à vapeur à entraînement direct Breguet. La machine à vapeur entraînait l’arbre d'hélice central tandis que les turbines alimentaient les deux arbres extérieurs, le tout utilisant la vapeur fournie par trois chaudières du Temple. Les moteurs ont été conçus pour produire 7500 chevaux (5600 kW) qui devaient donner aux navires une vitesse de 28 nœuds (52 km/h). Les navires transportaient suffisamment de charbon pour leur donner une autonomie de 1520 milles marins (2820 km) à une vitesse de croisière de 10 nœuds (19 km/h).
L’armement principal des navires de la classe Voltigeur consistait en six canons de 65 millimètres modèle 1902 en affûts simples, un à l’avant et un à l’arrière des superstructures, les autres étaient répartis au milieu du navire. Ils étaient également équipés de trois tubes lance-torpilles de 450 millimètres. L’un d’eux était dans un affût fixe à l’avant et les deux autres étaient sur des affûts rotatifs simples au milieu du navire.

## Carrière
Le Tirailleur a été commandé aux Forges et chantiers de la Gironde et a été lancé le 27 novembre 1908 depuis son chantier naval de Bordeaux. Le navire a été achevé en juillet 1910. Lorsque la Première Guerre mondiale éclate en août 1914, le Tirailleur est affecté à la 3e escadrille de torpilleurs de la 3e armée navale. 
Au cours des phases préliminaires de la bataille d'Antivari le 16 août, les 1ère, 4e et 5e flottilles de contre-torpilleurs sont chargées d’escorter le gros de la 1ère armée navale tandis que les 2e, 3e et 6e flottilles escortent les croiseurs cuirassés de la 2e escadre légère et deux croiseurs britanniques. Après avoir réuni les deux groupes et repéré le croiseur protégé austro-hongrois SMS Zenta et le destroyer SMS Ulan, les contre-torpilleurs français ne jouèrent aucun rôle dans le naufrage du croiseur, bien que la 4e flottille ait été envoyée à la poursuite infructueuse du Ulan. Après avoir brisé le blocus austro-hongrois d’Antivari (aujourd’hui connu sous le nom de Bar), le vice-amiral Augustin Boué de Lapeyrère, commandant de la 1ère armée navale, décida de transporter des troupes et des fournitures jusqu’au port, escorté par la 2e escadrille légère et les 1re et 6e flottilles de destroyers pendant que le reste de la 1ère armée navale bombardait le 1er septembre la base navale austro-hongroise de Cattaro, au Monténégro. Quatre jours plus tard, la flotte assure l’évacuation de Danilo, prince héritier du Monténégro, vers l’île grecque de Corfou. La flottille escorte plusieurs petits convois chargés de fournitures et d’équipements jusqu’à Antivari, à partir d’octobre et jusqu’à la fin de l’année, toujours couverts par les plus grands navires de l’armée navale dans des tentatives futiles d’attirer la flotte austro-hongroise dans la bataille.
Le torpillage du cuirassé français Jean Bart le 21 décembre provoque un changement de tactique française, car les cuirassés sont trop importants pour risquer de les exposer à une attaque sous-marine. Désormais, seuls les contre-torpilleurs escorteraient les transports.
Après que l’Italie ait signé le pacte de Londres et déclaré la guerre à l’Empire austro-hongrois le 23 mai 1915, Boué de Lapeyrère réorganisa ses forces à la fin du mois de juin pour couvrir les approches de l’Adriatique et en interdire l’accès à la marine marchande des puissances centrales, car la Marine royale italienne (Regia Marina) avait désormais la responsabilité principale de l’Adriatique elle-même. Sa zone de responsabilité s’étendait de la Sardaigne à la Crète. Il la divisa en deux zones avec la 1ère escadre légère affectée à la zone ouest et la 2e escadre légère à l’est. Les contre-torpilleurs de la 1ère armée navale qui n’étaient pas affectés en renfort des Italiens ont été transférés aux 1ère et 2e flottilles de l’armée navale nouvellement formées. Les 1ère et 3e flottilles de contre-torpilleurs sont affectées à la 2e flottille de l’armée navale, dont le contre-torpilleur Dehorter est le navire amiral, qui est chargée de soutenir les croiseurs de la 2e division légère.